# Маљано Алпи
Маљано Алпи (итал. Magliano Alpi) је насеље у Италији у округу Кунео, региону Пијемонт.
Према процени из 2011. у насељу је живело 1906 становника. Насеље се налази на надморској висини од 382 м.

## Становништво
| 1936. | 1951. | 1961. | 1971. | 1981. | 1991. | 2001. | 2011. |
| ----- | ----- | ----- | ----- | ----- | ----- | ----- | ----- |
| 2.249 | 2.207 | 2.114 | 1.968 | 1.954 | 1.974 | 2.111 | 2.231 |